# Hans-Heinrich Dieter
Hans-Heinrich Dieter (* 6. Mai 1947 in Darmstadt) ist ein Generalleutnant außer Dienst des Heeres der Bundeswehr und war zuletzt Stellvertreter des Generalinspekteurs der Bundeswehr und Inspekteur der Streitkräftebasis.

## Militärische Laufbahn

### Ausbildung und erste Verwendungen
Dieter trat am 4. April 1966 nach seinem Abitur in Göttingen als Offizieranwärter der Fallschirmjägertruppe beim Fallschirmjägerbataillon 313 in Wildeshausen in den Dienst der Bundeswehr ein. Nach Beendigung der Offizierausbildung war er von 1968 bis 1977 in verschiedenen Offizierverwendungen eingesetzt, zuletzt als Chef der 2. Kompanie des Fallschirmjägerbataillons 272.
Von 1977 bis 1979 absolvierte Dieter den 20. Generalstabslehrgang Heer an der Führungsakademie der Bundeswehr in Hamburg, zusammen mit Jürgen Ruwe und Wolfgang Schneiderhan. Im Anschluss durchlief er bis 1987 verschiedene Generalstabsverwendungen in der Bundeswehr und bei der NATO sowie eine weitere Generalstabsausbildung am Staff College in Camberley/Großbritannien.
Zurück in Deutschland übernahm er 1987 das Kommando über das Fallschirmjägerbataillon 263 in Saarlouis, bevor er 1989 auf die Bonner Hardthöhe zum Referat IV 3 im Führungsstab des Heeres (FüH IV 3) wechselte und Referent „Heeresentwicklung“ wurde. Bereits 1990 folgte die neuerliche Versetzung, die ihn nach Hannover führte. Hier wurde er Chef des Stabes der 1. Panzerdivision unter Generalmajor Hartmut Behrendt. 1991 kehrte er nach Hamburg an die Führungsakademie der Bundeswehr zurück und übernahm den Dienstposten des Fachgruppenleiters Führungslehre Heer. Bereits 1992 führte ihn, zwischenzeitlich zum Oberst ernannt, die nächste Verwendung erneut zum Führungsstab des Heeres beim Bundesministerium der Verteidigung in Bonn, wieder zum Referat IV 3, diesmal jedoch als Referatsleiter.

### Generalsverwendungen
Am 1. April 1994 erhielt Dieter erneut ein Truppenkommando und wurde Kommandeur der Luftlandebrigade 26 in Saarlouis. Während seiner Zeit als Brigadekommandeur war er vom 24. Juli 1995 bis 7. Dezember 1995 nationaler Befehlshaber und Kommandeur des 531 Mann starken 1. Deutschen Einsatzkontingents United Nations Peace Force (GECONUNPF) in Trogir/Kroatien, ehemals Jugoslawien. Im Jahr 1996 wurde er erneut zum Führungsstab des Heeres versetzt, um diesmal als Stabsabteilungsleiter IV „Planung“ eingesetzt zu werden. Es schloss sich im darauffolgenden Jahr ein erneuter Wechsel des Dienstpostens an und er übernahm die Stelle des Direktors Lehre an der Führungsakademie der Bundeswehr in Hamburg.
Am 1. Oktober 1998 wurde ihm zum dritten Mal ein Truppenkommando übertragen, als er Kommandeur des Calwer Kommando Spezialkräfte (KSK) wurde. Das Kommando übergab er im November 2000 an Reinhard Günzel. Dieter wechselte wieder nach Bonn zum Bundesministerium der Verteidigung und war bis Mai 2003 Stellvertreter des Inspekteurs und Chef des Führungsstabes der Streitkräftebasis unter Vizeadmiral Bernd Heise. Mit der Zusammenlegung des Führungsstabes der Streitkräftebasis und des Führungsstabes der Streitkräfte war er ab Juni 2003 Stellvertretender Inspekteur der Streitkräftebasis. Am 1. Februar 2004 folgte er Heise als Stellvertreter des Generalinspekteurs der Bundeswehr und Inspekteur der Streitkräftebasis nach.

### Einstweiliger Ruhestand
Im Januar 2006 erhielt Dieter die Nachricht, dass Generalleutnant Jürgen Ruwe, Stellvertreter des Inspekteurs des Heeres, und er in den einstweiligen Ruhestand versetzt werden sollten. Anlass hierfür waren disziplinare Ermittlungen wegen rechtsradikaler Vorfälle gegen den Sohn Ruwes, der an der Universität der Bundeswehr Hamburg studierte. Dieter, dem die Universität truppendienstlich unterstand, hatte im Oktober 2005 unbefugterweise vertrauliche Informationen über den Stand der Vorermittlungen an Ruwe weitergegeben. Am Abend des 27. Januar 2006 wurde Dieter, wie auch Ruwe, auf Grundlage des § 50 Soldatengesetz durch den Bundesminister der Verteidigung Franz Josef Jung im Beisein des Generalinspekteurs Wolfgang Schneiderhan in den einstweiligen Ruhestand versetzt. Dieter wehrte sich, ebenso wie Ruwe, juristisch gegen diese Entlassung und bemühte sich erfolglos um Rehabilitierung.

## Auszeichnungen
- Bundesverdienstkreuz am Bande
- Ehrenkreuz der Bundeswehr in Gold
- Einsatzmedaille der Bundeswehr (UNPF), Kroatien
- Verdienstmedaille UN (Ex-Jugoslawien)
- Einsatzmedaille der Bundeswehr (SFOR), Bosnien-Herzegowina
- Einsatzmedaille der Bundeswehr (KVM), Kosovo

## Sonstiges
Hans-Heinrich Dieter ist mit Marianne Dieter, geb. Schudnagis, verheiratet und Vater zweier erwachsener Töchter. Er lebt in Sankt Augustin.